# Archway (métro de Londres)
Archway est une station de la Northern line du métro de Londres, en zone 3. Elle est située sur la Archway Road, à Archway (en), sur le territoire du borough londonien d'Islington.

## À proximité
- Archway (en)